# The 7th Hand
The 7th Hand ist ein Jazzalbum von Immanuel Wilkins. Die im Studio Sear Sound in New York City entstandenen Aufnahmen erschienen am 28. Januar 2022 auf Blue Note Records.<

## Hintergrund
The 7th Hand ist das zweite Album des 25-jährigen Saxophonisten Immanuel Wilkins nach seinem Blue-Note-Debüt Omega (2020); er nahm das Album mit dem Pianisten Micah Thomas, dem Bassisten Daryl Johns und dem Schlagzeuger Kweku Sumbry auf. The 7nd Hand ist eine siebenteilige, fast einstündige Suite; der letzte Abschnitt, „Lift“, macht fast die Hälfte des Albums aus und dauert mehr als 26 Minuten.
Für zusätzliche Instrumentierung sorgten Elena Pinderhughes (Flöte) bei den Titeln „Witness“ und „Lighthouse“ und das Farafina Kan Percussion Ensemble bei „Don't Break“ mit Kweku Sumbry (Lead-Djembe, Bass-Djembe), Agyei Keita Edwards (Lead-Djembe), Adrian Somerville Jr. (Sangban), Jamal Dickerson (Doundunba) und Yao Akoto (Kenkeni).

## Titelliste
- Immanuel Wilkins: The 7th Hand (Blue Note)

1. Emanation
2. Don’t Break
3. Fugitive Ritual, Selah
4. Shadow
5. Witness
6. Lighthouse
7. Lift

Die Kompositionen stammen von Immanuel Wilkins.

## Rezeption
Auf das Debütalbum mit dem Namen „Omega“ (Ende des griechischen Alphabets) folge bei Wilkins „das Alpha der afroamerikanischen Kultur – die Kirche und die von den Vorfahren übernommene Spiritualität der Ekstase,“ analysierte Josef Engels in seiner Besprechung des Albums bei Rondo. Denn auf The 7th Hand erzähle er konsequent die Geschichte einer mit dem totalen Kontrollverlust einhergehenden Erleuchtung. Man könne daher den Aufbau des Albums mit der Dramaturgie eines Gottesdienstes der afroamerikanischen Baptistengemeinden im Süden der USA vergleichen. Ästhetisch und spirituell sei The 7th Hand eine gleichermaßen fordernde wie reinigende Erfahrung.
Phil Freeman (Ugly Beauty) schrieb zum Eröffnungstitel des Albums, in „Emanation“ agiere Wilkins als ein schneller, Bebop-artiger Spieler, dessen komplizierte Linien manchmal an die Arbeit von Jimmy Lyons mit Cecil Taylor erinnern. Thomas lieferte jedoch ein schweres, kunstvolles, fast klassisches Klaviersolo, während Johns und Sumbry einen rauen, selbstbewussten Groove hinlegen. Die Musik habe einen fast zeremoniellen, rituellen Aspekt, der an das Cover-Artwork anknüpft, das zeigt, wie Wilkins in einem Fluss getauft wird. Da ist nicht die emotionale Distanz, die man von vielen jungen Spielern bekommt, die sich auf eine perfekte technische Ausführung konzentrieren; dies sei vielmehr von Herzen kommende Musik und absorbiere den Zuhörer mit starker Wirkung.
Nach Ansicht von Mike Jurkovic, der das Album in All About Jazz mit viereinhalb Sternen auszeichnete, klingt das Album wie eine „Ermahnung zur Empathie“. Aus Wolken der Offenbarung formuliert es, wie [Coltranes] Om, und Ascension, eine heilige Musik, die gehört werden muss. Wilkins wirke wie ein immer entschlossener Geist, während seine unerschütterlichen Mitspieler den Sand zu seinen Füßen liefern, die Winde, die gleichermaßen mit ihm und ihm entgegen wehen.
Es sei zwar eine leicht oberflächliche Art, es so auszudrücken. meinte John Bungey (London Jazz News) kritisch, aber The 7th Hand sei stark von religiöser Symbolik durchdrungen. Wenn die Zahl Sechs die Grenzen menschlicher Möglichkeiten darstelle, fragt sich Wilkins, wie es klingen würde, göttlichen Beistand zu suchen und diesem „siebten Element“ zu erlauben, sein Quartett zu unterstützen. Letztlich sei dies jedoch zeitgenössischer Mainstream-Akustik-Jazz, gespielt mit kompliziertem Flair und enormer Energie. Erst im abschließenden 26-minütigen „Lift“ werde zur Free-Jazz-Inbrunst von Coltranes letzten Jahren Bezug genommen, auf der Suche nach Transzendenz. Doch wie man auf das klangliche Feuerwerk dieses abschließenden Mahnrufs reagieren werde, hänge vom Appetit des Hörers auf Free Jazz ab.
Nach Ansicht von Selwyn Harris (Jazzwise) spiele Wilkins, ähnlich wie sein größter Held Kenny Garrett, auf The 7th Hand Altsaxophon mit einem trügerisch zarten, aber gefühlvollen Ton. Zu seinen anderen Errungenschaften gehöre seine Darbietung komplizierter Soli mit einer eloquenten narrativen Entwicklung, die stets prägnant und melodiegetrieben bleibe.